# Лейк-Вазіча (Вісконсин)
Лейк-Вазіча (англ. Lake Wazeecha) — переписна місцевість (CDP) в США, в окрузі Вуд штату Вісконсин. Населення — 3107 осіб (2020).

## Географія
Лейк-Вазіча розташований за координатами 44°22′20″ пн. ш. 89°45′14″ зх. д. / 44.37222° пн. ш. 89.75389° зх. д. (44.372138, -89.753969).  За даними Бюро перепису населення США в 2010 році переписна місцевість мала площу 10,25 км², з яких 9,74 км² — суходіл та 0,50 км² — водойми.

## Демографія
Згідно з переписом 2010 року, у переписній місцевості мешкала 2651 особа в 1036 домогосподарствах у складі 813 родин. Густота населення становила 259 осіб/км².  Було 1077 помешкань (105/км²).
Расовий склад населення:
| - 98,2 % — білих - 0,8 % — корінних американців - 0,5 % — азіатів - 0,2 % — чорних або афроамериканців |

До двох чи більше рас належало 0,3 %. Частка іспаномовних становила 0,5 % від усіх жителів.
За віковим діапазоном населення розподілялося таким чином: 23,0 % — особи молодші 18 років, 63,3 % — особи у віці 18—64 років, 13,7 % — особи у віці 65 років та старші. Медіана віку мешканця становила 44,9 року. На 100 осіб жіночої статі у переписній місцевості припадало 103,9 чоловіків;  на 100 жінок у віці від 18 років та старших — 107,1 чоловіків також старших 18 років.
Середній дохід на одне домашнє господарство  становив 62 280 доларів США (медіана — 50 227), а середній дохід на одну сім'ю — 77 094 долари (медіана — 72 708). Медіана доходів становила 52 188 доларів для чоловіків та 41 471 долар для жінок. За межею бідності перебувало 6,6 % осіб, у тому числі 3,9 % дітей у віці до 18 років та 2,1 % осіб у віці 65 років та старших.
Цивільне працевлаштоване населення становило 1270 осіб. Основні галузі зайнятості: виробництво — 26,9 %, освіта, охорона здоров'я та соціальна допомога — 25,7 %, роздрібна торгівля — 9,3 %, фінанси, страхування та нерухомість — 5,1 %.